# クロティルダ (奴隷船)
クロティルダ(Clotilda)は、アメリカ合衆国の船であり、アフリカからアメリカへ奴隷を運んだ最後の奴隷船として知られる。1859年秋（または1860年7月9日）に110人から160人の奴隷を載せてアラバマ州のモービル湾に到着した。この船は2本マストのスクーナーで、全長86フィート (26 m)、幅23フィート (7.0 m)だった。
アメリカでは、1807年3月2日制定、1808年1月1日施行の「奴隷輸入禁止法」により、大西洋奴隷貿易への関与が禁止されていたが、1850年代から1860年初頭にかけてニューヨークの奴隷商人を中心に奴隷の密貿易が行われていた。クロティルダ号は、南部に拠点を置く奴隷商人がダホメ王国から奴隷を買うために航海を行った。航海の後、船は証拠隠滅のためにモービル湾で燃やされ、自沈させられた。
この船で運ばれた奴隷の中で最年長だったカジョー・ルイスは、南北戦争後、他の31人の元奴隷とともに、アラバマ州モービルの北にアフリカタウンを設立した。この街では、他のアフリカ系の人たちも加わり、西アフリカの伝統とヨルバ語を何十年にもわたって実践し続けるコミュニティが形成された。コミュニティの代弁者であるカジョー・ルイスは、1935年まで生きており、クロティルダ号で運ばれた元奴隷の最後の生存者の一人だった。クロティルダ号で運ばれた女性レドシは、アラバマ州ダラス郡の農園に売られ、サリー・スミスという名前で呼ばれた。レドシは結婚して娘を産み、1937年までボーグ・チットで暮らしていたという。レドシがクロティルダ号の最後の生存者であると考えられていたが、2020年に発表された研究により、1940年まで生存していたマチルダ・マクレアが最後の生存者であることが判明した。
アフリカタウンには、クロティルダ号で運ばれた元奴隷の子孫が今でも100人ほど住んでおり、その他にも全米各地にいるという。第二次世界大戦後、この地区はモービル市に吸収された。ヒストリック・ユニオン・ミッショナリー・バプティスト教会の前には、ルイスの胸像が設置されている。アフリカタウン歴史地区は、2012年にアメリカ合衆国国家歴史登録財となった。
2019年5月、アラバマ歴史委員会は、モービル川の12マイル島付近、モービル湾デルタのすぐ北側で発見された船の残骸がクロティルダ号であることを確認したと発表した。この沈没船は、2021年に国家歴史登録財となった。

## 歴史
ウィリアム・フォスター船長の指揮の下、124人のアフリカ人奴隷を載せたスクーナー船クロティルダ号は、1860年7月にアラバマ州モービル湾に到着した。フォスター船長は、モービルの造船所のオーナーであり、蒸気船の船長でもあるティモシー・ミーアーの下で働いていた。ミーアーは1855年（または1856年）に、木材貿易用に設計された、全長86フィート (26 m)、幅23フィート (7.0 m)で銅板張りの船体を持つ2本マストのスクーナー船、クロティルダ号を建造した。
ミーアーは、西アフリカの部族が戦争をしており、ダホメ王国（現在のベナン）の王が捕虜にした敵部族を奴隷として売ることを望んでいることを知っていた。ダホメ軍は内陸部の集落を襲撃し、捕虜をウィダー港の大規模な奴隷市場に持ち込んでいた。既に1807年の「奴隷輸入禁止法」によって、アメリカ国外からの奴隷の輸入は禁止されていた。ミーアーは、アメリカに奴隷を密輸することに成功するかどうかで賭けを行ったと言われている。
クロティルダ号は、フォスター船長以下12人の乗組員により、1860年3月4日にモービルを出航した。奴隷を購入するための9千ドル分の金塊を積んでいた。1860年5月15日にウィダーに到着したフォスターは、船員に奴隷を運ぶための準備をさせた。フォスターは、ウィダーにいる125人のアフリカ人を1人あたり100ドルで買いたいと申し出た。彼らは、現在のガーナのタマレ付近で襲撃されたタルクバー(Tarkbar)族がほとんどだと言われていた。21世紀に入ってからの研究では、彼らは現在のナイジェリア内陸部に住むヨルバ族の一団であるタクパ族であると考えられている。
フォスターは、アフリカの王子と出会い、王の宮廷に連れて行かれ、そこでいくつかの宗教的な儀式をしたことを記している。フォスターは1860年の日記に、「王子と楽しく話をした後、倉庫に行った。そこには4千人の捕虜が裸の状態で監禁されていた。［王子は］その中から自由に125人を選んで私のものにし、焼印を押してくれると言っていたが、私はそれは止めてくれと言った。そして黒人の積み荷〔ママ〕を引き受け始め、110人を乗せることに成功した」と書いている。
奴隷を積み込んでいる最中に、フォスターは港の沖合に2隻の汽船を発見し、拿捕を恐れて乗組員にすぐに出発するように命じた。そのとき船に載せられていた奴隷は110人だけで、残りの15人はアフリカに取り残された。外洋航路中に、イギリス海軍の艦船（マン・オブ・ウォー）を目撃したが、スコールに紛れて気付かれないように逃れた。6月30日にバハマ堆のアバコ灯台に到着した。アメリカに近づくと、彼らは外洋航海に必要となるスクウェア・セイル・ヤードと前部トップマストを取り去り、アメリカ国内で奴隷を輸送する近海輸送船に偽装した。
フォスターは、7月9日にクロティルダ号をアラバマ州との境界に近いミシシッピ州のグランド湾のポイント・オブ・パインズ沖に停泊させた。フォスターは、馬とバギーを使って陸路でモービルに向かい、ミーアーと面会した。刑事告発を恐れたフォスターは、クロティルダ号を夜のうちにモービル港に運び込み、モービル川の12マイル島まで曳航させた。フォスターは奴隷を蒸気船に移し、クロティルダ号を燃やしてから自沈させた。フォスターは乗組員に報酬を支払い、北部へ帰るように言った。
クロティルダ号で運ばれた110人のアフリカ人奴隷は、ほとんどが航海の出資者に分配されたが、ミーアーはモービル北部の自分の土地のためにカジョー・ルイスを含む30人の奴隷を残した。アメリカ深南部の人種差別にもかかわらず、クロティルダ号のアフリカ人は、密輸されたために法的には奴隷として登録できず、家財として扱われた。この中には、アラバマ州ダラス郡の農園主ワシントン・スミスに売られたレドシ（後にサリー・スミスとも呼ばれる）や、後にウィリアムまたはビリーと呼ばれる男など、遠くに売られた者もいた。レドシとウィリアムは、後に結婚して娘をもうけた。
1861年、連邦政府はミーアーとフォスターを奴隷の密輸入の罪で起訴したが、証拠が得られなかったことや、南北戦争が勃発したこともあり、この事件は却下された。

### アフリカタウン
クロティルダ号で運ばれたアフリカ人は、南北戦争終結後に事実上解放された。多くの自由民と同様に、レドシとウィリアムの夫妻は娘と一緒にボーグ・チットのプランテーションに留まり、そこで仕事を続けた。
ミーアーの元奴隷の多くは、マガジン・ポイントや、モービルのすぐ北、モービル川の西岸にあるモービル・テンソー川デルタでミーアーが所有する土地に戻ってきた。彼らは黒人だけのコミュニティ「アフリカタウン」を設立し、他のアフリカ系民族も引き込んでコミュニティに参加させた。彼らは主にタクパ族の習慣に基づいたコミュニティのルールを採用し、リーダーを選び、1950年代までヨルバ語の使用と文化的伝統を維持した。
このコミュニティで生まれた子供たちは、最初は教会で、後に19世紀後半に設立された学校で英語を学び始めた。カジョー・ルイスは1935年まで生きており、長い間、クロティルダ号の最後の生存者と考えられていた。2019年、新たな研究により、レドシ（サリー・スミス）がボーグ・チットで1937年まで生きていたことが立証され、彼女が最後の生存者とされた。2020年に、1940年にアラバマ州セルマで亡くなったマチルダ・マクレアが最後の生存者であったという研究結果が発表された。
第二次世界大戦後に建設された製紙工場など、新たな産業により多くのアフリカ系の労働者がやって来たことで、アフリカタウンのコミュニティは1万2千人にまで成長した。しかし、工場の閉鎖や雇用の減少に伴い、21世紀初頭には約2千人にまで減少した。戦後、この地域はほとんどがモービル市の近隣地域に吸収され、一部は隣町のプリチャードに吸収された。アフリカタウン歴史地区は、2012年にアメリカ合衆国国家歴史登録財となった。

## 残骸の発見
フォスター船長はクロティルダ号をモービル湾の北側のデルタで燃やして沈めたと報告していたため、21世紀に入ってからもその残骸の考古学的な調査が続けられた。
2018年1月24日、記者のベン・レインズは、モービル市の北数マイルにあるモービル・テンソー川デルタの下流でクロティルダ号の残骸を発見したと主張した。2018年1月の北アメリカのブリザードをもたらした嵐によって引き起こされた記録的な干潮により、泥の上に船の残骸が見えていた。考古学者のチームは、予備的な検討に基づいて、「残骸の寸法とその内容から、この残骸は奴隷船（クロティルダ号）のものである可能性が高い」と述べた。アフリカタウンの人々は、この残骸が本当にクロティルダ号であった場合にどうすべきか、どのように彼らの歴史を伝えるのがベストかを議論し始めた。
2018年3月5日、レインズは自分が発見した残骸がクロティルダ号である可能性は低いと報告した。研究者たちは、残骸は「単純に大きすぎて、かなりの部分が泥や深い水の下に隠れている」ようだと結論づけていた。アラバマ歴史委員会も「大きな違いがある」「明らかに火災の被害の痕跡がない」などの理由で残骸がクロティルダ号である可能性を否定した。
数週間後、レインズとサザン・ミシシッピ大学の研究チームは、モービル川の12マイル島の付近の調査を行った。その1週間後、レインズとサザン・ミシシッピ大学の海洋科学部長モンティ・グラハムは、ジョー・ターナーとアンダーウォーター・ワークス・ダイブショップのチームとともに、調査で特定された11の沈没船のいくつかを探索した。4月13日、ベン・レインズがクロティルダ号の破片を引き上げた。その地点の座標と測量データはアラバマ歴史委員会に提供され、同歴史委員会はサーチ社に検証を依頼した。この発見は、検証作業が完了するまで、1年間秘密にされた。
2019年5月22日、アラバマ歴史委員会は、ベン・レインズによるクロティルダ号の残骸の発見を公表した。同委員会は、「物理的および法医学的な証拠により、これがクロティルダ号であることが強力に示唆される」としている。